# Pteronarcella
Pteronarcella is een geslacht van steenvliegen uit de familie Pteronarcyidae. De wetenschappelijke naam van het geslacht is voor het eerst geldig gepubliceerd in 1900 door Banks.

## Soorten
Pteronarcella omvat de volgende soorten:
- Pteronarcella badia (Hagen, 1874)
- Pteronarcella regularis (Hagen, 1874)